# Gunung Iboih
Gunung Iboih är ett berg i Indonesien.   Det ligger i provinsen Aceh, i den västra delen av landet, 1 900 km nordväst om huvudstaden Jakarta. Toppen på Gunung Iboih är 485 meter över havet, eller 468 meter över den omgivande terrängen. Bredden vid basen är 5,8 km. Gunung Iboih ligger på ön Pulau We.
Terrängen runt Gunung Iboih är lite kuperad. Havet är nära Gunung Iboih åt nordväst. Runt Gunung Iboih är det ganska glesbefolkat, med 34 invånare per kvadratkilometer. Närmaste större samhälle är Sabang, 9,5 km öster om Gunung Iboih. 